# Klaus Goehrmann

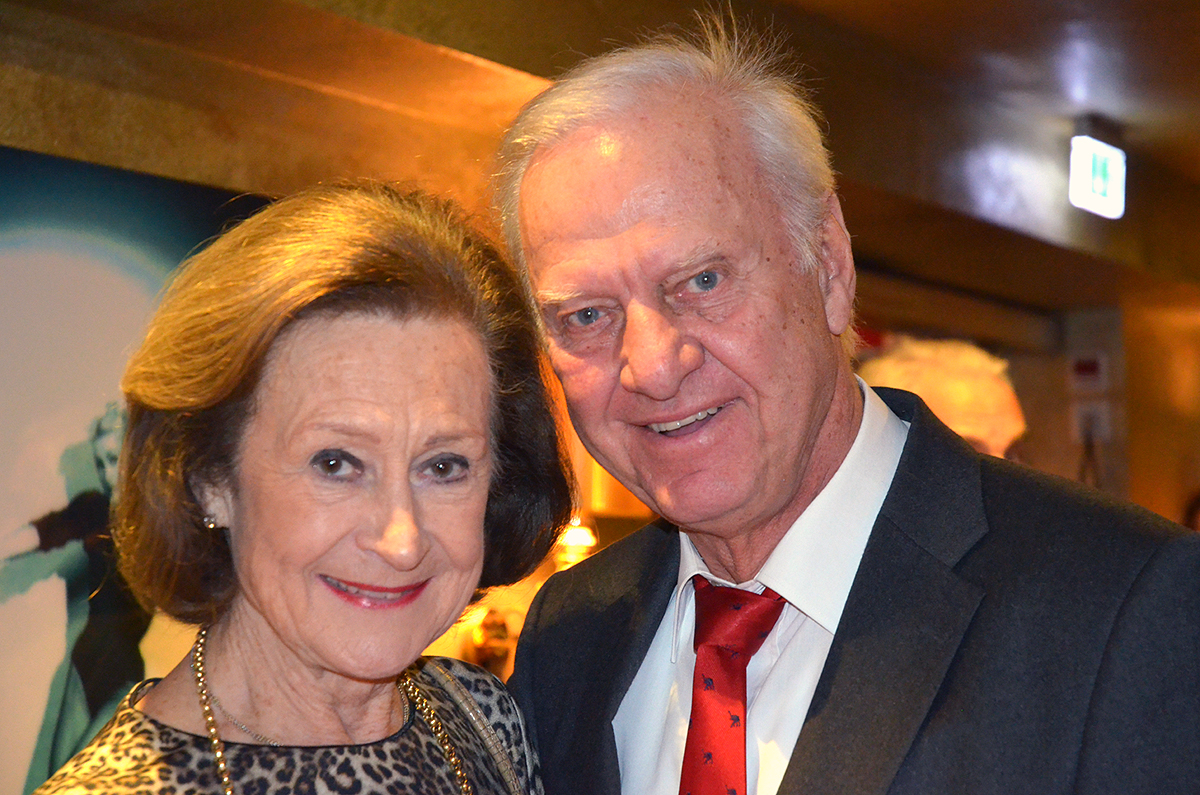
Das Ehepaar Goehrmann, 2018 auf einer Benefizgala im GOP Varieté-Theater Hannover

Klaus E. Goehrmann (* 23. August 1938 in Berlin) ist ein deutscher Manager, der von 1984 bis 2003 Vorstandsvorsitzender der Deutschen Messe AG war. Seit 2004 ist er Vorstandsvorsitzender der Internationalen Stiftung Neurobionik und hält darüber hinaus zahlreiche Aufsichtsratsmandate und Ehrenämter.

## Leben

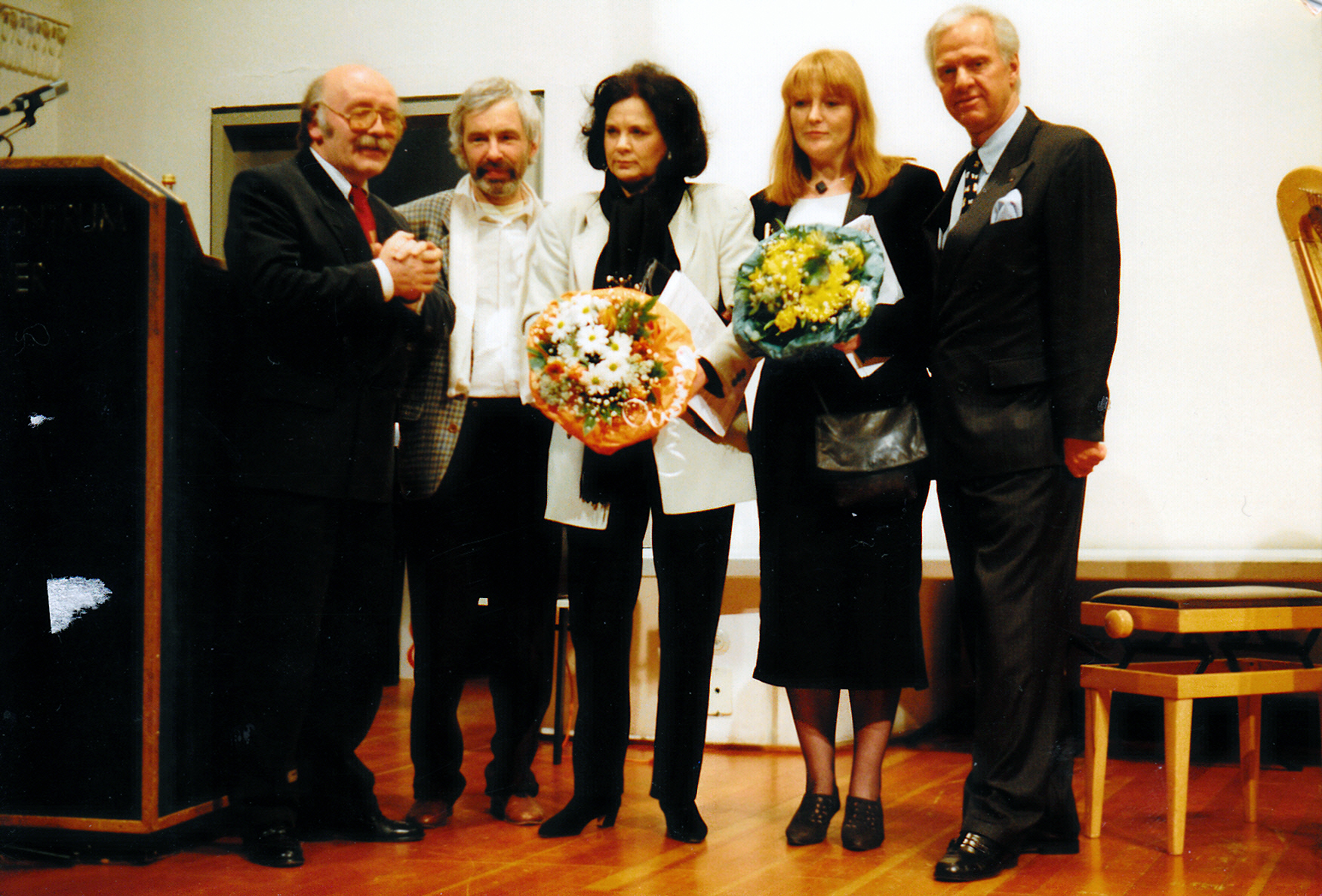
Verleihung des Stadtkulturpreises 1995 (v.l.): Erwin Schütterle, Jot Claus, Dagmar Brand, Ute Blohm, Klaus E. Goehrmann

### Ausbildung
Klaus Goehrmann absolvierte 1959 das Abitur und schloss bis 1962 eine kaufmännische wie technische Lehre an. Bis 1965 studierte er Betriebswirtschaftslehre und schloss das Studium mit dem Diplom ab. 1967 promovierte er zum „Dr. rer. pol.“ an der TH Braunschweig und absolvierte parallel einen MBA in Harvard und Fontainebleau.

### Karriere
Sein Berufsleben begann bei der General Foods in Elmshorn, wo er nach vier Jahren zum Vertriebsdirektor aufstieg. Anschließend wechselte er als Geschäftsführer für Marketing und Vertrieb zum Büromaschinenunternehmen Rank Xerox nach Düsseldorf. Vier Jahre später wurde er Mitglied des Vorstands der Vereinigten Papierwerke AG in Nürnberg.
Ab 1980 war er Geschäftsführer der Geha-Werke in Hannover. 1981 erfolgte die Berufung in den Ausstellerbeirat des Hannover Messe e.V. Zudem wurde er Mitglied des Vorstandes der Fachgemeinschaft Büro- und Informationstechnik im Verband Deutscher Maschinen- und Anlagenbau. 1982 erhielt Goehrmann die Berufung in das Richterverhältnis als Ehrenrichter und die Ernennung zum Handelsrichter beim Landgericht Hannover.
1984 wechselte er als Vorstandsvorsitzender zur Deutschen Messe AG, wo er bis zum Ruhestand blieb. Im selben Jahr wurde er Vorstandsmitglied der Deutsch-Niederländischen Handelskammer und des Ausstellungs- und Messe-Ausschusses der Deutschen Wirtschaft e.V.
Von 1984 bis 1988 war er Lehrbeauftragter der Technischen Universität Braunschweig. 1988 erhielt er einen Lehrauftrag in der Fakultät Maschinenwesen an der Gottfried Wilhelm Leibniz Universität Hannover, den er bis 2015 ausübte; 1991 erfolgte die Bestellung zum Honorarprofessor.
Anfang der 1990er Jahre erhielt Klaus Goehrmann verschiedene Aufsichtsratsmandate, u. a. bei der Norddeutschen Landesbank und der MAN-Nutzfahrzeuge AG. 1997 erfolgte die Wahl zum Präsidenten des Deutschen Marketing-Verbandes, drei Jahre später wurde er zum Präsidenten der Industrie- und Handelskammer Hannover gewählt.
2001 wurde Goehrmann in den Vorstand des Deutschen Industrie- und Handelskammertages (DIHT) und drei Jahre später zum Verwaltungsratsvorsitzenden der VHV Gruppe berufen. Seit 2004 ist er Vorstandsvorsitzender der Internationalen Stiftung Neurobionik um Madjid Samii.
In den folgenden drei Jahren erfolgten Wahlen in den Vorstand der Landesgalerie im Niedersächsischen Landesmuseum Hannover, zum Vorsitzenden des Außenwirtschaftsausschusses des DIHT und zum Vorsitzenden des Vorstandes des Niedersächsischen Wirtschaftsforum Agrar-Handwerk-Industrie e.V. 2008 wurde er zum Präsidenten des Konsular Korps Deutschland gewählt.
Im Jahr 2010 promovierte Goehrmann erneut, dieses Mal zum „Dr.-Ing.“ mit einer Dissertation an der TU Clausthal. Zu dieser Arbeit kamen 2012 Plagiatsvorwürfe auf. Im Januar 2013 bestätigte die Kommission der TU Clausthal „zur Untersuchung von Vorwürfen wissenschaftlichen Fehlverhaltens“ zunächst den Vorwurf des Plagiats, der durch Martin Heidingsfelder an die TU herangetragen wurde. Darauf folgend kam es durch den zuständigen Fakultätsrat zu einer Prüfung, woraufhin Goehrmann im Februar 2014 der Doktorgrad mit sofortiger Wirkung entzogen wurde. Die Dissertation enthalte „zum großen Teil substanzielle Textpassagen aus dem Abschlussbericht eines am Laser Zentrum Hannover durchgeführten Forschungsvorhabens (AiF-Bericht 15297 N)“. Dies war das erste Verfahren wegen wissenschaftlichem Fehlverhalten an der TU Clausthal. Goehrmann versuchte auf dem Rechtsweg seinen „Dr.-Ing.“ zu behalten. Mitte 2018 bestätigte das Verwaltungsgericht Braunschweig die Entziehung des Doktorgrades.
Ende 2020 entzog die Universität Hannover Goehrmann aufgrund des Plagiatsfalles alle ihm verliehenen Titel.

### Privates
Klaus Goehrmann ist verheiratet und hat drei erwachsene Kinder, darunter Julia Goehrmann. Er engagiert sich seit 1969 in verschiedenen Rotary Clubs. Er ist Mitgründer und Ehrenvorsitzender vom Freundeskreis Hannover.

## Mandate
- Vizedoyen des Konsular Korps Niedersachsen, Honorarkonsul
- Präsident des Konsular Korps Deutschland a. D.
- Vorsitzender des Verwaltungsrates der VHV-Gruppe
- Mitglied des Beirates Deutsche Bank AG, Frankfurt/Hannover
- Mitglied des Beirates Verlag Business & Diplomacy, Berlin
- Mitglied bei Rotary International, Past District Governor
- Ehrenpräsident der IHK-Hannover, Vorsitzender des Konsulatsausschusses, Präsident 2000 – 2008
- Ehrenpräsident Deutscher Marketing Verband (DMV), Präsident 1997 – 2007
- Ehrenmitglied Niedersächsisches Wirtschaftsforum Agrar-Handwerk-Industrie (des NIFA), Vorstandsvorsitzender 2007 – 2013
- Ehrenvorsitzender Freundeskreis Hannover e.V., Vorsitzender 1989 – 2008

## Auszeichnungen
- 2017: Kommandeur des Ordens „Al Merito del Servicio Diplomatico del Perú“
- 2010: Ehrenring der Stadt Garbsen[12]
- 2004: UFI Gold Excellence Award
- 2004: Goldene AUMA-Medaille
- 2002: Ehrensenator der Universität Hannover (aberkannt 2020)[8]
- 2001: Médaille d’or Chambre Regionale de Commerce et d’Industrie de Picardie
- 2001: Republic Française, la Médaille CRCI
- 2000: Medal of Honour, Republik Indonesien
- 2000: Grand Officier de l’Ordre de Mérite du Grand-Duché de Luxembourg
- 1997: Paul Harris Fellow Rotary International
- 1995: Commendatore dell’Ordine al Merito della Repubblica Italiana
- 1994: Verdienstorden des Landes Berlin
- 1994: Ehrenkreuz für Verdienste um die Republik Ungarn
- 1993: Ehrenkreuz der Bundeswehr in Gold
- 1993: Siegfried-Hartmann-Medaille in Gold der Technisch-Literarischen Gesellschaft
- 1992: Commandeur de l’Ordre de Mérite du Grand-Duché de Luxembourg
- 1991: Großes Silbernes Ehrenzeichen für Verdienste um die Republik Österreich[13]
- 1991: Honorarprofessur Universität Hannover, Fakultät Maschinenwesen (aberkannt 2020)[8]
- 1990: Ritter des Ordens von Mardara, Bulgarien
- 1990: Offizier vom Orden von Oranien-Nassau, Niederlande
- 1989: Honorarkonsul der Republik Peru
- 1989: Ehrendoktorwürde der Universität Plowdiw, Bulgarien
- 1989: Großes Verdienstkreuz des Niedersächsischen Verdienstordens
- 1988: Ehrenmedaille Republik Frankreich
- vor 1988: Lebensrettungsmedaille der DLRG, Ehrenzeichen Bayerische Berg- und Wasserwacht, Flutorden des Landes Schleswig-Holstein

## Schriften
- Möglichkeiten zur Ausrichtung der industriellen Werbung am Informationsverhalten industrieller Abnehmer. Braunschweig 1967, DNB 482185147 (Dissertation doctoral Technische Hochschule Carolo-Wilhelmina zu Braunschweig, Philosophische Fakultät,  6. Dezember 1967, 137 Seiten).
- Verkaufsmanagement (= Kohlhammer-Edition Marketing), Kohlhammer, Stuttgart / Berlin / Köln / Mainz 1984, ISBN 3-17-008278-7.
- als Herausgeber: Polit-Marketing auf Messen. Wirtschaft und Finanzen, Düsseldorf 1993, ISBN 3-87881-082-2.
- Beitrag zum technologisch-wirtschaftlichen Vergleich des gepulsten zum kontinuierlichen Laserstrahlschweißen, [Clausthal] 2010, DNB 1011093391, OCLC 725285457 (Dissertation Technische Universität Clausthal 2010, 124 Seiten, die Dissertation und der Doktortitel wurden 2014 von der Universität wegen Plagiatsvorwürfe aberkannt).